# Wladimir Alexejewitsch Kornilow

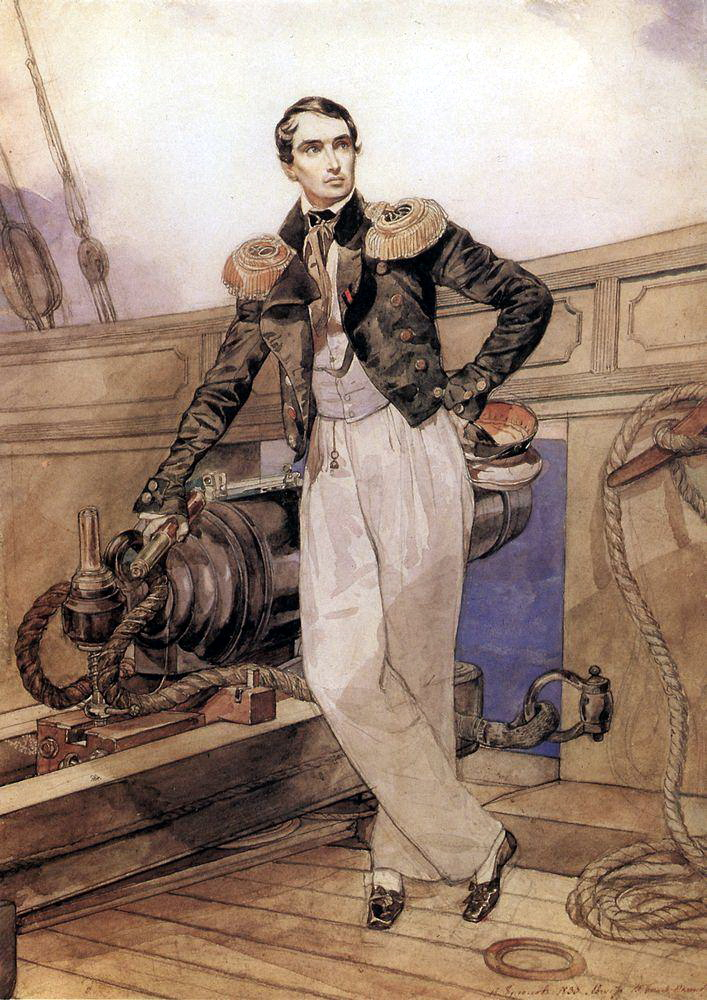
Wladimir Alexejewitsch Kornilow an Bord der Brigg Themistokles.

Wladimir Alexejewitsch Kornilow (russisch Владимир Алексеевич Корнилов, * 1. Februarjul. / 13. Februar 1806greg. in Irkutsk; † 5. Oktoberjul. / 17. Oktober 1854greg. in Fort Malakow, Sewastopol) war ein russischer Vizeadmiral und leitete während des Krimkrieges die Verteidigung Sewastopols.

## Leben
Wladimir Alexejewitsch Kornilow wurde in einem Dorf unweit von Irkutsk geboren. Sein Vater, Alexei Michailowitsch Kornilow, war Seeoffizier im Range eines Fregattenkapitäns, bekleidete später Gouvernementsämter in sibirischen Bezirken und wurde am Ende seines Lebens Senator des Russischen Reiches. Seine Mutter, Alexandra Jefremowna, zog mit ihrem Sohn auf das heimatliche Gut Iwanowsk im Gouvernement Twer, nachdem der Vater Gouverneur in Tobolsk wurde.
In die Fußstapfen seines Vaters tretend, lernte Kornilow ab 1821 an einer Kadettenschule und wurde nach zwei Jahren als Fähnrich entlassen. Dem begabten Kornilow war der Dienst in der Küstenverteidigungstruppe der Marinegarde lästig. Er hielt die Routine der Platzparaden und den Drill nicht länger aus und wurde aus der Flotte Alexander I. wegen „unzureichenden Mutes für den Einsatz an der Front“ entlassen.

### Karriere

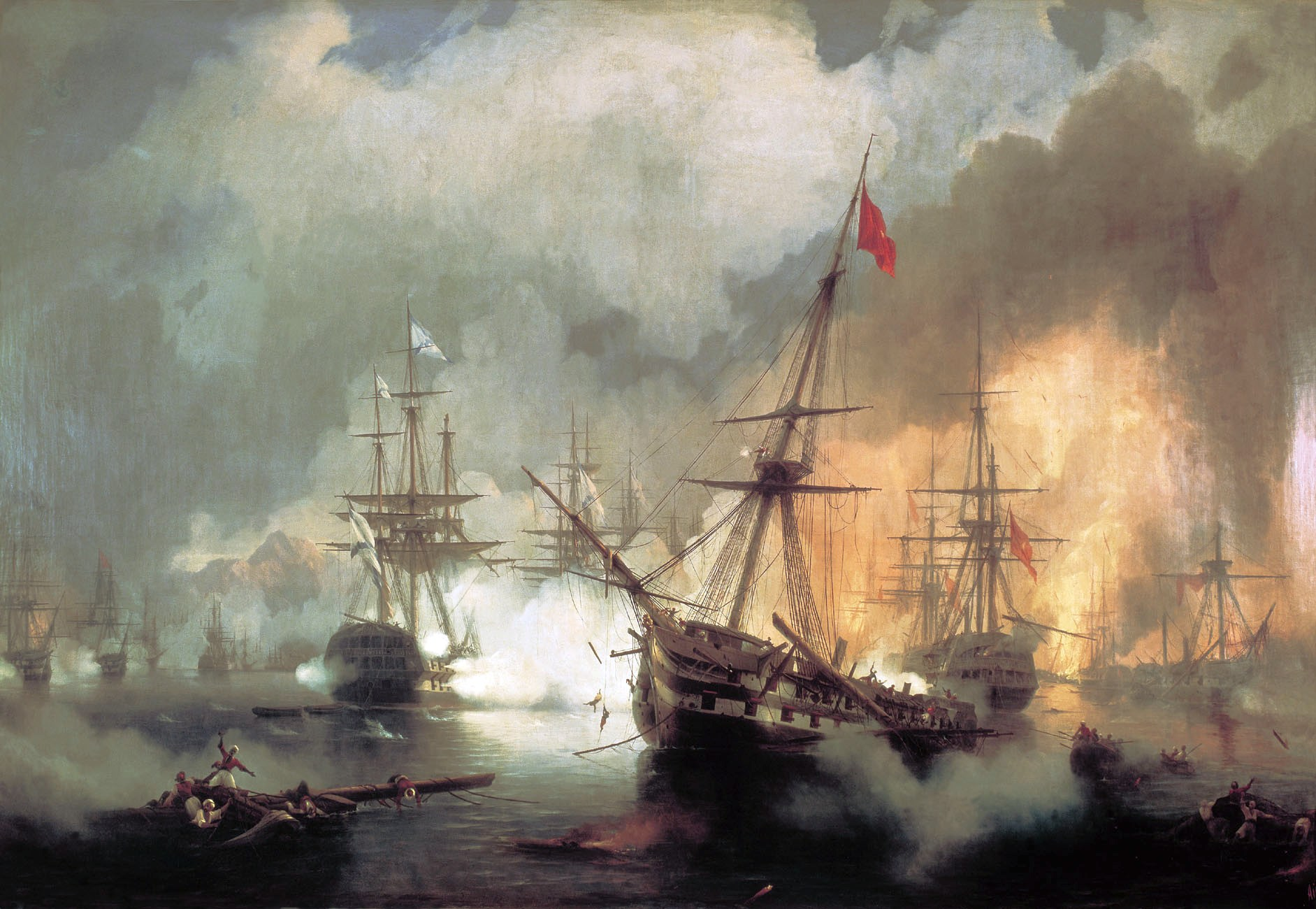
Schlacht von Navarino, Gemälde von Aiwasowski, 1846

1827 wurde ihm auf Antrag seines Vaters die Rückkehr in die Flotte gestattet. Er diente zuerst auf dem neu gebauten und unmittelbar aus Archangelsk angekommenen Linienschiff Asow unter Lasarew. Als Teil der Schiffsbesatzung der Asow erlebte Fähnrich Kornilow die schwierige Überfahrt von Kronstadt zum Mittelmeer, wo das Schiff in den Bestand der vereinigten russisch-anglo-französischen Eskadre einging, um das sich erhebende Griechenland zu unterstützen. Kornilow wurde am 8. Oktober 1827 Zeuge der Schlacht von Navarino gegen die türkisch-ägyptische Flotte. Neben Kornilow kämpften dort Leutnant Nachimow und Gardemarinesoldat Istomin.
Nach Beendigung der Kampfhandlungen kehrte Kornilow ins Baltikum zurück, wurde aber von Lasarew, der Stabschef der Schwarzmeerflotte geworden war und sich gut an den tapferen Offizier erinnerte, nach Sewastopol gerufen. Während der Bosporus Expedition 1833, als Russland beschloss, die friedliche Regulierung der ägyptisch-türkischen Beziehungen zu fördern, beauftragte ihn Lasarew, das Gebiet des Bosporus militärisch aufzuklären. Für seine Dienste zur erfolgreichen Beendigung der Expedition wurde Kornilow der Orden des Heiligen Wladimir vierten Grades verliehen.
Nach seiner Rückkehr nach Sewastopol wurde Kornilow Kommandeur der neuen Brigg Femistokl und fuhr nach Konstantinopel und Piräus und machte sich bei der Abberufung des russischen Botschafters aus der Türkei verdient. Ab 1837 kommandierte Kornilow die Korvette Orest und anschließend das mit 120 Kanonen bestückte Linienschiff Zwölf Apostel. Auf diesen Schiffen vervollkommnete er seine Fertigkeiten in der Kunst der Schiffs- und Besatzungsführung und bildete sich ständig in Fragen des Seekrieges weiter.
1838 setzte man Kornilow, inzwischen im Rang eines Fregattenkapitäns, als Stabschef der Schwarzmeerflotte ein, die unter dem Kommando Lasarews stand. Trotz seines jungen Alters wurde er Lasarews unersetzlicher Gehilfe in Fragen der Führung der Schwarzmeerhäfen, Entwicklung der Flotte und Ausbildung der Schiffsbesatzungen. 1840 zum Kapitän zur See befördert, nahm Kornilow an unterschiedlichen Kampfhandlungen der Eskadre im östlichen Schwarzen Meer teil, wie den Eroberungen Tuapses und der Festung Psesuap, die der Unterwerfung des Kaukasus dienten.
1846 wurde Kornilow nach England kommandiert, um den Bau von Dampfkriegsschiffen für die Flotte des Zaren auf britischen Werften zu überwachen. Er setzte sich für eine radikale Modernisierung und ein Flottenbauprogramm ein, das Segelschiffe in der Kriegsmarine ganz durch Dampfschiffe ersetzen sollte. Als er zwei Jahre später nach Russland zurückkehrte, wurde Kornilow zum Konteradmiral befördert und blieb für besondere Aufträge bei Lasarew. Die Verpflichtungen des Stabschefs der Schwarzmeerflotte übernahm er wieder ab 1849. Da Kornilow nicht nur in Sewastopol, sondern auch in Sankt Petersburg
eine Autorität war, wurde er in das Gefolge des Zaren Nikolaus I. aufgenommen und war direkt dem Chef des Flottenhauptstabes Menschikow unterstellt. 1852 beförderte man Kornilow zum Vizeadmiral und er erhielt den Titel eines Generaladjudanten.
In Erwartung der weiteren Zuspitzung der Lage an der Südküste Russlands, unternahm Kornilow energische Maßnahmen zum Bau neuer Schiffe in Nikolajew und ließ die Docks und Artilleriearsenale in Sewastopol erweitern.

### Krimkrieg
Kornilow nahm an der nicht erfolgreich verlaufenden Mission Menschikows nach Konstantinopel teil, die zum Ziel hatte, einen Krieg zwischen der Türkei und Russland zu provozieren. Nach der Kriegserklärung der Türkei am 16. Oktober 1853 erklärte wiederum Russland am 20. Oktober der Türkei den Krieg. Daraufhin schickte der Oberkommandierende der See- und Landstreitkräfte der Krim Admiral Menschikow Kornilow mit einer Gruppe von Schiffen zur Aufklärung des Gegners, mit dem Ziel „türkische Kriegsschiffe aufzubringen und zu zerstören, wo immer sie sich befänden“. Ohne den Gegner zu entdecken, fuhr Kornilow bis zum Bosporus und schickte daraufhin zwei Schiffe zur Verstärkung der Eskadre an Nachimow, der vor der anatolischen Küste kreuzte und die restlichen Schiffe nach Sewastopol. Kornilow ging an Bord der Dampffregatte Wladimir und blieb auf dem Bosporus. Der erste Seekampf der Geschichte zwischen Dampfschiffen fand am 5. November 1853 statt, als Kornilow auf das ägyptische Kriegsschiff Pervas-Bahri traf, das aufgebracht und nach Sewastopol bugsiert wurde. Bald darauf wurde er von Menschikow zur Eskadre Nachimows kommandiert, um ihre Führung zu übernehmen.

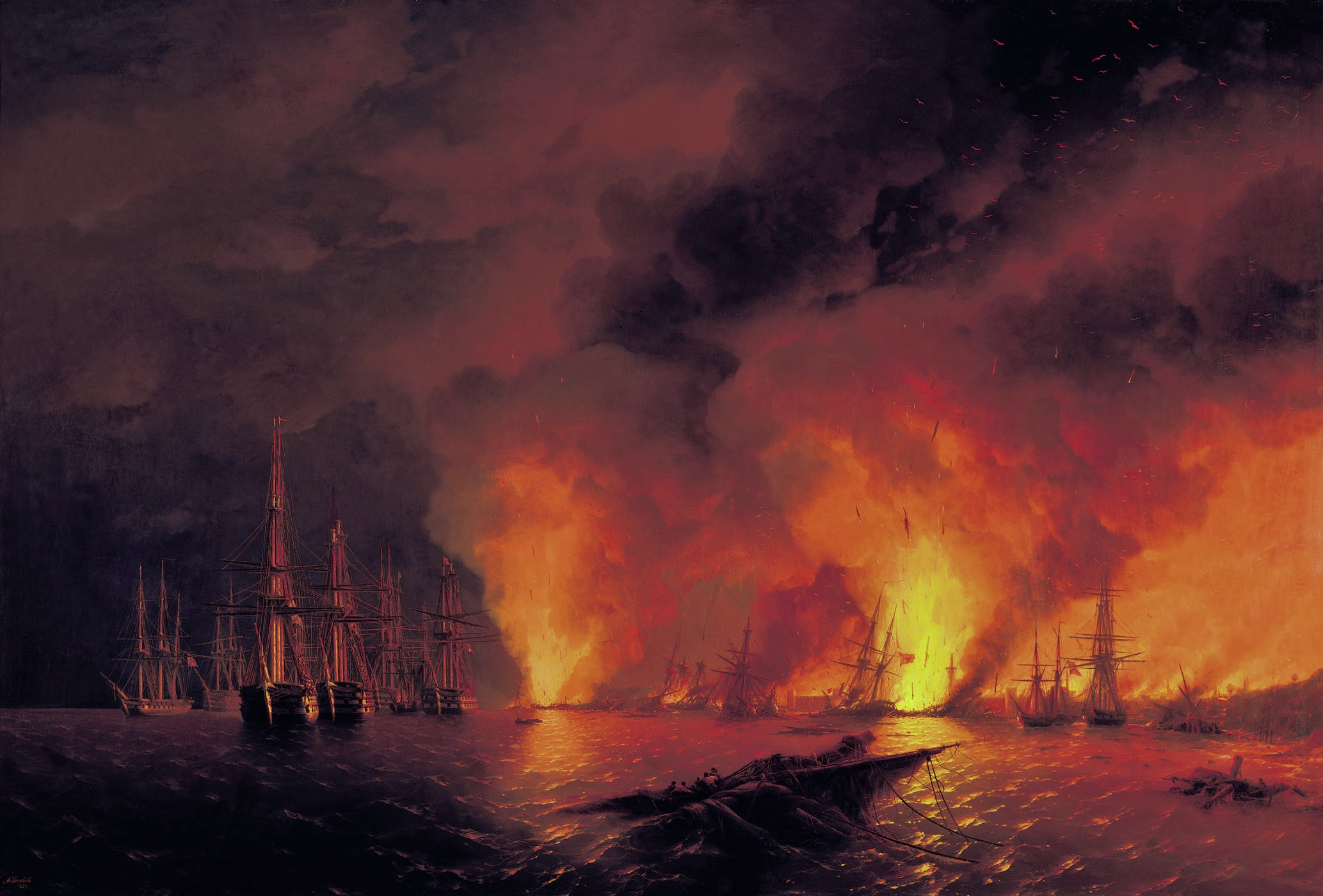
Seeschlacht bei Sinope, Gemälde von Aiwasowski, 1853

An der Seeschlacht bei Sinope am 18. November 1853 konnte Kornilow nicht teilnehmen, da er die Verfolgung des türkischen Dampfers Taif in der Bucht von Sinope aufgenommen hatte. Die Niederlage der Türkei in der Seeschlacht, die mit der Vernichtung der türkischen Flotte endete, ließ England und Frankreich in den Krieg eintreten. Kornilow oblag nun die Verteidigung des nur unzureichend geschützten Sewastopols. Bald wurde die Schwarzmeerflotte in der Bucht von Sewastopol von der anglo-franko-türkischen Eskadre eingeschlossen. Am 11. September 1854 versenkte man alle Segelschiffe der Flotte in der Bucht, um der Allianz den seeseitigen Angriff auf die Stadt zu erschweren. Man rief am 13. September den Belagerungszustand aus und Kornilow zog die Einwohner Sewastopols zum Bau der Verteidigungsanlagen heran. Am 5. Oktober wurde die Stadt massiv von der Land- und Meerseite bombardiert. Bei der Besichtigung der Verteidigungsanlagen am Fort Malakow wurde Kornilow an diesem Tag tödlich am Kopf verwundet. Er wurde neben seinem Lehrer Admiral Lasarew in der Sankt-Wladimir-Kathedrale in Sewastopol beigesetzt.